# Riyal qatarià
El riyal de Qatar (àrab: ريال قطري, riyāl qaṭarī, o, simplement, ريال, riyāl, pl. ريالات, riyālāt) és la moneda de Qatar. El codi ISO 4217 és QAR i s'acostuma a abreujar QR (en àrab ر.ق). Es divideix en 100 dírhams (en àrab درهم, dírham, pl. دراهم, darāhim).
Fins al 1966, Qatar usava com a moneda la rupia índia, sota la forma de la rupia del Golf. Quan l'Índia va devaluar la rupia el 1966, Qatar, juntament amb els altres estats que feien servir la rupia del Golf, va decidir d'instituir una moneda pròpia. Per un breu temps es va adoptar el riyal saudita, substituït al cap de poc temps pel riyal de Qatar i Dubai. El riyal saudita valia 1,065 rupies, mentre que el de Qatar i Dubai equivalia a la rupia anterior a la devaluació. El 1973, en què l'emirat de Dubai es va incorporar a la federació dels Emirats Àrabs Units, Qatar va adoptar el riyal de Qatar i Dubai i la resta dels EAU el dirham dels Emirats Àrabs Units.
Emès pel Banc Central de Qatar (en àrab مصرف قطر المركزي, Maṣraf Qaṭar al-Markazī), en circulen monedes d'1, 5, 10, 25 i 50 dírhams, i bitllets d'1, 5, 10, 50, 100 i 500 riyals

## Taxes de canvi
- 1 EUR = 4,66804 QAR (7 de juliol del 2006)
- 1 USD = 3,64 QAR (fixa des de l'1 de juliol del 2001)